# UWA World Junior Heavyweight Championship
L'UWA World Junior Heavyweight Championship è un titolo appartenuto della federazione messicana Universal Wrestling Association ed è tuttora attivo. 

Il campionato è riservato ai lottatori aventi un peso tra i 97 ed i 107 kg, anche se questa restrizione del peso non viene sempre applicata.

## Storia
Originariamente promosso dalla Universal Wrestling Association fino all'anno della sua chiusura (1995) fu ripreso poi dalla federazione portoricana International Wrestling Association fino al 2001 per poi essere di nuovo ripreso ed utilizzato fino al 2014 dalla federazione giapponese Tenryu Project ed infine essere utilizzato dalla Pro Wrestling Freedoms dal 2016 ad oggi.
Tra il febbraio del 2001 e lo stesso mese del 2002 è stato disputato con il nome Unified World Junior Heavyweight Championship in quanto fu unificato al titolo IWA World Junior Heavyweight Championship.

## Albo d'oro
Le righe verdi vuote indicano che non è nota la storia del titolo in quel periodo.
| Lottatore                                                               | Regni | Data              | Luogo               | Note |
| ----------------------------------------------------------------------- | ----- | ----------------- | ------------------- | --- |
| El Solitario                                                            | 1     | 1982              |                     | |
|                                                                         |       |                   |                     | |
| Enrique Viera                                                           | 1     | 1983              |                     | |
|                                                                         |       |                   |                     | |
| The Killer                                                              | 1     | 14 agosto 1988    |                     | |
| Enrique Viera                                                           | 2     | 14 settembre 1988 | Città del Messico   | |
| The Killer                                                              | 2     | 23 luglio 1989    | Città del Messico   | |
| Astro de Oro                                                            | 1     | 25 febbraio 1990  | Guatemala           | |
| Dr. Wagner Jr.                                                          | 1     | 20 maggio 1990    | Guatemala           | Questa vittoria non fu riconosciuta dalla UWA |
| Astro de Oro                                                            | 2     | 15 luglio 1990    | Naucalpan           | |
| Dr. Wagner Jr.                                                          | 1(2)  | 22 luglio 1990    | Naucalpan           | |
| Enrique Viera                                                           | 3     | 25 febbraio 1991  | Puebla              | |
| The Killer                                                              | 3     | 9 febbraio 1992   | Naucalpan           | |
| Villano III                                                             | 1     | 21 giugno 1992    | Naucalpan           | |
| Shu El Guerrero                                                         | 1     | 7 agosto 1992     | Nezahualcóyotl      | |
| Negro Navarro                                                           | 1     | 27 dicembre 1993  | Puebla              | |
| Vacante                                                                 |       |                   |                     | Reso vacante dopo che Negro Navarro lascià la federazione. |
| Mr. Jack                                                                | 1     | 30 giugno 1995    | Nezahualcóyotl      | |
|                                                                         |       |                   |                     | |
| Aeroflash                                                               | 1     | Settembre 1995    |                     | |
| Il titolo venne riutilizzato da International Wrestling Association     |       |                   |                     | |
| Blue Demon Jr.                                                          | 1     | 1997              | Panama              | Sconfisse Black Demon ma non è chiaro quale Demon fosse il campione in carica. |
| Pablo Márquez                                                           | 1     |                   |                     | |
|                                                                         |       |                   |                     | |
| El Alebrije                                                             | 1     | Ottobre 1999      |                     | |
|                                                                         |       |                   |                     | |
| Pablo Márquez                                                           | 2     | 9 febbraio 2001   |                     | |
| Super Crazy                                                             | 1     | 24 febbraio 2001  | Bayamón, Porto Rico | Sconfisse Sean Hill per il titolo IWA World Junior Heavyweight Championship a Moca, Porto Rico il 10 dicembre 2000 e sconfisse Pablo Márquez in un title vs title match per i titoli IWA ed UWA World Junior Heavyweight Championship diventando il primo detentore dell'Unified World Junior Heavyweight Championship. |
| Il titolo venne unificato all'IWA World Junior Heavyweight Championship |       |                   |                     | |
| Lobo                                                                    | 1     | 21 aprile 2001    | Carolina            | |
| Super Crazy                                                             | 2     | 23 giugno 2001    | Bayamón             | |
| Crash Holly                                                             | 1     | 27 luglio 2001    | Bayamón             | |
| Super Crazy                                                             | 3     | 28 luglio 2001    | Carolina            | Sconfisse Crash Holly ed Andy Anderson in un triple title 3-way match per l'IWA Hardcore Championship ed i IWA/UWA Unified World Junior Heavyweight championship. |
| Vacante                                                                 |       | 8 dicembre 2001   |                     | |
| Lobo                                                                    | 2     | 8 dicembre 2001   | Orocovis            | Sconfisse Minoru Fujita per il titolo vacante. |
| Minoru Fujita                                                           | 1     | 6 gennaio 2002    | Bayamón             | |
| Lobo                                                                    | 3     | 6 febbraio 2002   | Bayamón             | |
| Vacante                                                                 |       | 26 febbraio 2002  |                     | |
| Il titolo viene riutilizzato dalla federazione Tenryu Project           |       |                   |                     | |
| Nagase Kancho                                                           | 1     | 4 aprile 2013     | Tokyo, Giappone     | Sconfisse Black Tiger V. |
| Vacante                                                                 |       | 30 gennaio 2014   |                     | Reso vacante perché Kancho non era in grado di difenderlo. |
| Kengo                                                                   | 1     | 4 marzo 2014      | Tokyo               | Sconfisse Dragon Joker. |
| Vacante                                                                 |       | 27 luglio 2015    |                     | Reso vacante perché Kengo era infortunato. |
| Kotaro Nasu                                                             | 1     | 2 settembre 2015  | Tokyo               | Sconfisse Dragon Joker. |
| Il titolo viene riutilizzato dalla federazione Pro Wrestling Freedoms   |       |                   |                     | |
| The Winger                                                              | 1     | 11 maggio 2016    | Tokyo               | |
| Gentaro                                                                 | 1     | 11 agosto 2016    | Tokyo               | |
| Miedo Extremo                                                           | 1     | 17 novembre 2016  | Tokyo               | |
| Gentaro                                                                 | 2     | 7 dicembre 2016   | Tokyo               | |
| Yuya Susumu                                                             | 1     | 2 maggio 2017     | Tokyo               | |